# Exposició d'Artistes Lleidatans

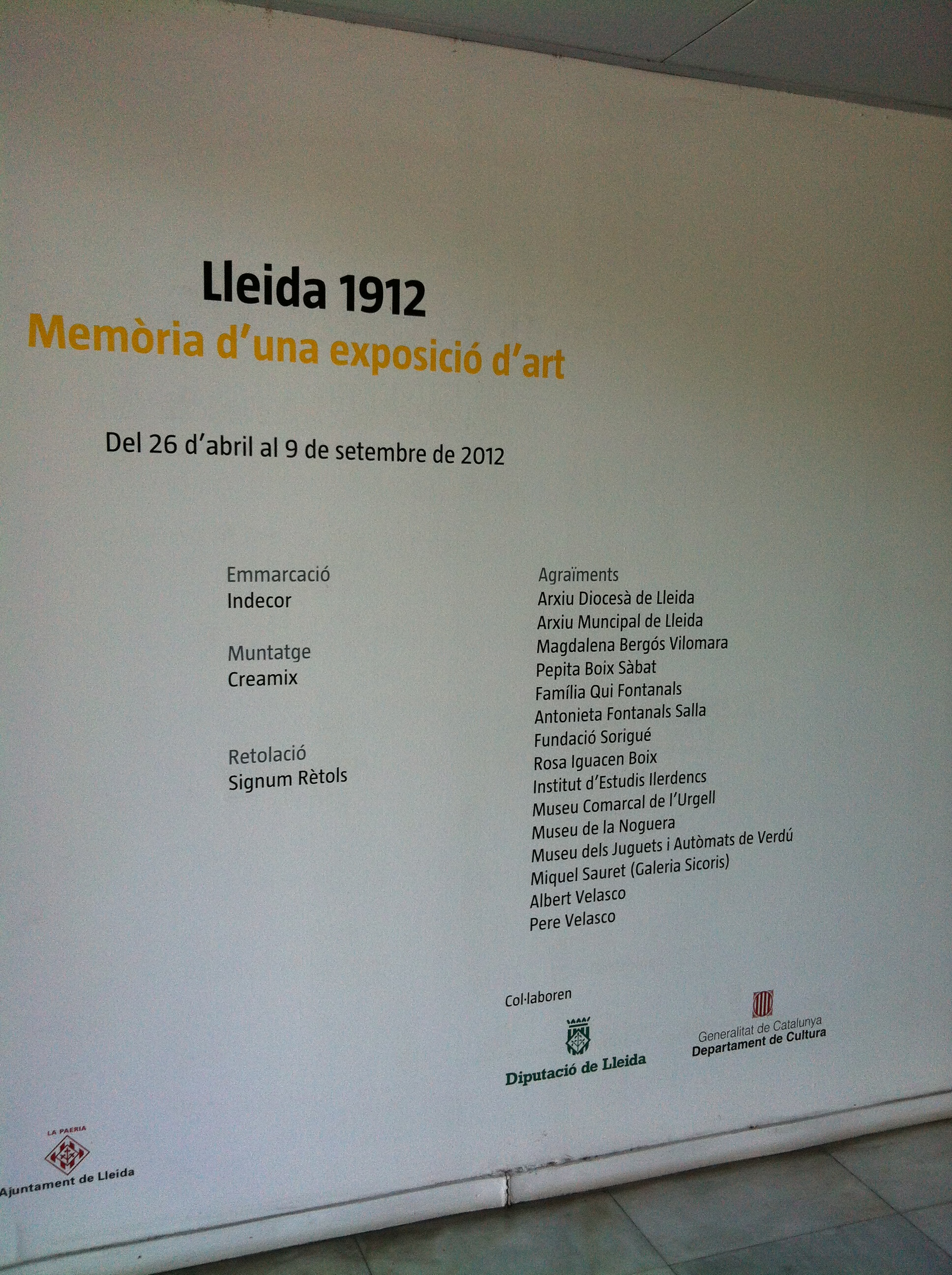
Recreació de 2012

L'Exposició d'Artistes Lleidatans, també coneguda com l'exposició de 1912, fou una exposició col·lectiva d'artistes originaris de la província de Lleida celebrada als salons de la Paeria entre l'11 de maig i el 9 de juny de 1912. La mostra aplegà 29 artistes diferents, que presentaren un total de 219 peces. La fundació del Museu d'Art Jaume Morera pot entendre's com una conseqüència directa d'aquest esdeveniment.

## Història
La iniciativa sorgí d'un grup de prohoms lleidatans que es constituïren en la comissió organitzadora: Alfred Pereña, Lluís Izquierdo, Amali Prim i Felip Pleyan. Aquests es responsabilitzaren de bona part dels preparatius de la mostra, per bé que el maneig de les peces que s'aportaren a l'exposició i el muntatge d'aquesta anaren a càrrec de la Junta d'admissió i instal·lació d'obra, formada per Miquel Fontanals, Hermini Fornés, Fèlix Font, Marià de Gomar, Joan Lavaquial, Francesc de P. Morera, José Plana Castillo, Vicenç Soriano i Josep M. Vicens.
La inauguració va comptar amb un concert de piano a quatre mans de Ricard Viñes i Enric Granados que va servir d'homenatge al poeta lleidatà Magí Morera, germà de Jaume Morera.
El 2012 es va fer una exposició commemorativa al Museu Jaume Morera per recordar els seus inicis.

## Artistes
| Autor                    | Obra |
| ------------------------ | --- |
| Alsina, Anton            | Ballarina andalusa |
| Alsina, Ramon            | Somiadora Cala Roca. Paisatge de Pollença |
| Álvarez, Josep           | Parral Jardí Posta de Sol Nota de color |
| Bergós, Joan             | Llum freda Boira Pineda Hipocresia Flor Blava Lo cim del amor Vall de Boí Xafogor Viella Cova dels ratpenats, Terradets, Montsec Talarn. Vista del poble Tremp, campanar Vall de Boí Prat. Pont de Suert Hivern. Lleida Camps Elisis. Lleida Roses tardanes Sol que fuig Lilas Camps Elisis, Lleida Racó del jardí Camps Elisis, Lleida Nota de sol, parc Güell Jardins del parc De l'horta lleidatana Jardins del parc Boirina Serenor Capvespral Camps Elisis Darrere dels Camps Elisis Frondositat |
| Boix, Tomàs              | Ametllers florits Bodegó Afores de Solsona Paisatge. Pastel Nota Paisatge. Dibuix |
| Borràs Farràs, Francesc  | Borratxo Geperut Bodegó |
| Borràs Perelló, Ramon    | Saborejant |
| Borràs Vilaplana, Ramon  | Jo sóc la vida Veritat i vida |
| Borrell Nicolau, Joan    | Madonna. Baix relleu Testa de cortesana L'esfinx. Testa Juno. Testa Retrat. Testa |
| Botines, Lluís           | Esllanguiment. Aquarel·la Parc de Barcelona. Aquarel·la Parc de Barcelona. Aquarel·la Floració. Aquarel·la Horta de Lleida. Aquarel·la Cambra gòtica. Aquarel·la L'or del Rhin (Wagner). Aquarel·la Jardí. Aquarel·la Masia catalana. Aquarel·la Muntanyes blanques. Aquarel·la Paisatge. Teatret Interior egipci. Teatret |
| Corberó, Pere            | Suplici de Tàntal. Plat repujat de planxa de llautó Figura de dona. Llautó repujat Làpida Placa |
| Farreras, Antònia        | Peonias. Oli Clavells. Oli Crisantemos. Oli Castanyas. Aquarel·la Dalia. Aquarel·la |
| Fontanals, Ramon         | Lo Mariano. Cap d'estudi Marit i muller Cap d'estudi |
| Fornés, Hermini          | Leguin Salsareda de Llorens L'Hort d'en Morera Estudi de Sol |
| Gili Roig, Baldomer      | Ànimes alegres Discretejos La font dels amors Montseny Paisatge romà Marina del Mediterrani Marina del Cantàbric Vista de Barcelona Riallera Estudi de roques Estudi d'aigua Costa catalana Cuina catalana |
| Gosé, Xavier             | Restaurant de nit Charlotte Wiche Reposant Entre bastidors Promenoir L'aparador de joyeria L'aperitiu L'hora del bany En el Luxemburg Conversa Confidencias Les roses La Terrasse Marc amb tres dibuixos |
| Izquierdo, Lluís         | Música agradable. Pastel |
| Jaques, Ignasi           | 2 pastels sense títol |
| Lladó, Lluís             | Estudi Cap d'estudi La sesta Crisantemos Art romànic Remat Retrat La mellor obra Art jove Violes i gessamins Dolcesa Inspiració Estudi Desperta ferro Pobres fills Cap d'estudi Homenatge Les Birbadores |
| Martí Garcés, Josep      | Balaustrades, Catedral de Girona. Oli Paisatge de Girona |
| Morera Camps, Maria      | Lo padrinet Crisantemos |
| Morera Galícia, Jaume    | Puerto de la Mascuesa, Guadarrama Laderas del Cantábrico, Algorta Picos de la Najarra La plaza de la iglesia en domingo, Santa Coloma de Queralt |
| Mostany Rebés, Carles    | Ribera del Segre, aquarel·la Monzón de Cinca. Oli Montserrat (Camí de St. Miquel), tinta Montserrat (camí de la Verge) Els Pinatons, aquarel·la Chiqueta una, carbó Contra llum, guaix Pots cart, oli Riu Valira, La Seu d'Urgell, tinta Primavera a Vallvidrera |
| Murillo, Prudenci        | ¡¡Què fas bondat divina!! (grup de terracota) Los de mañana, guix Tot és amor, grup de guix Darwinch |
| Pallás Casañé, Francisco | Lo riu Isuela (Osca), Aquarel·la Paisatge (Osca), aquarel·la Paisatge (Osca), aquarel·la |
| Perelló, Carles          | Panorama Cascada |
| Permanyer, Carmen        | Capvespre japonès ¿Què deu fer…? |
| Samarra, Anton           | Traient les barques Platja de More Casal gòtic Oint missa La ruiada Fira de joguines Cap de Creus A plassa Torre de Mar Recó del poble Poble de la costa La Riba Recó de poble Horta de Sant Feliu Capella de la Misericòrdia Vall d'Aubó Pati del Castell de Santa Florentina Barcelona a ple sol Lliris blancs Hort dels tarongers Galeries d'un barri aristocràtic Cripta del castell de Santa Florentina Catedral de Barcelona Sortida del Sol. La ciutat dels Condes Flors del meu terrat Jardí del marquès de X La barca Camí de Port-lligat Cadaqués. La platja Port-lligat Cadaqués Paisatge de Molins de Rei Canet de Mar Arbres Barques en repòs Crepuscle Pati de la Misericòrdia Escales de l'església Font del drac |
| Soriano, Vicens          | Pergamí |
| Vicens, José M.          | La Teresa La Teresita Gomas bicromatadas Coses de casa meua |
| Villegas Brieva, Manuel  | Repasando la ropa La niña de Talavera Paisaje de siete aguas (Valencia) Paisaje de la Granja |